# Município de Mad River (condado de Clark, Ohio)
O município de Mad River (em inglês: Mad River Township) é um município localizado no condado de Clark no estado estadounidense de Ohio. No ano de 2010 tinha uma população de 11 156 habitantes e uma densidade populacional de 126,92 pessoas por km².

## Geografia
O município de Mad River encontra-se localizado nas coordenadas 39° 52′ 13″ N, 83° 55′ 33″ O. Segundo a Departamento do Censo dos Estados Unidos, o município tem uma superfície total de 87.9 km², da qual 86,84 km² correspondem a terra firme e (1,2 %) 1,05 km² é água.

## Demografia
Segundo o censo de 2010, tinha 11 156 pessoas residindo no município de Mad River. A densidade populacional era de 126,92 hab./km². Dos 11 156 habitantes, o município de Mad River estava composto pelo 96,01 % brancos, o 0,82 % eram afroamericanos, o 0,27 % eram amerindios, o 0,81 % eram asiáticos, o 0,47 % eram de outras raças e o 1,62 % eram de uma mistura de raças. Do total da população o 1,34 % eram hispanos ou latinos de qualquer raça.